# 건강한 나르시시즘
건강한 나르시시즘 ( Healthy narcissism ) 은 자신에 대한 긍정감이고, 폴 페던이 처음 사용했으며 1970년대에 들어 하인츠 코헛과 오토 컨버그의 연구를 통해 주목을 받았다.  정신분석학으로부터 발전되었으며 20세기 후반에 들어 각광을 받았다.

## 하인츠 코헛의 건강한 나르시시즘
건강한 나르시시즘은 하인츠 코헛에 의해 최초로 개념화되었으며 "보통의 나르시시즘"과 "보통의 나르시시스적 성향"을 사용하여 어린이들의 정신적 성장을 묘사하였다.  코헛의 연구에 의하면 만일 어릴적부터 나르시시스트적 필요를 충족시키면, 그 아이는 "긍정적인 자존감, 자신감" 또는 건강한 나르시시즘의 성숙한 형태로 한층 발전될 수 있다고 보았다.
코헛의 전통에 의하면 건강한 나르시시즘은 다음과 같다.
1. 강한 자기 존중
2. 타인에 대한 공감능력과 타인의 필요를 인식하는 것.
3. 진정한 자아에 대한 개념
4. 자기 존중과 자기애
5. 긍정적인 자기관을 지키면서 상대방을 비판하는 용기
6. 목표를 정하고 추구하는 신념과 자신의 희망과 꿈을 실현하는 확신
7. 감정적 회복탄력성
8. 자기와 자신의 성취에 대한 건강한 자신감
9. 경외하는 능력과 경외받는 능력

## 같이 보기
- 인간 관계
- 나르시시즘